# العالم الناطق بالإنجليزية

البلدان التي تحمل فيها الإنجليزية صفة اللغة الرسمية (إما بحكم الأمر الواقع أو بحكم القانون).
تُمثل بلدان الأنجلوسفير مجموعة متفرعة من البلدان التي تُعد فيها الإنجليزية اللغة الأم الرئيسية.
رسمية لغة الأغلبية
لغة رسمية مشتركة لغة الأغلبية
رسمية لغة الأقلية

يتحدث نحو 330 إلى 360 مليون نسمة الإنجليزية لغة أم. تضم الولايات المتحدة العدد الأكبر من المتحدثين الأصليين للإنجليزية بـ258 مليون. بالإضافة إلى ذلك، يوجد 62 مليون متحدث أصلي بالإنجليزية في المملكة المتحدة، و32 مليون في كندا، و20 مليون في أستراليا، و4.5 مليون في جمهورية أيرلندا، و3.8 مليون في نيوزيلندا. تسنخدم بلاد أخرى أيضًا الإنجليزية لغة أولى ورسمية.
اللغة الإنجليزية هي ثالث أكبر لغة من حيث عدد متحدثيها الأصليين في العالم، بعد الماندارين والإسبانية.
تتباين التقديرات الشاملة لمتحدثي الإنجليزية لغة ثانية تباينا كبير جدًا، فتتراوح من 470 مليون نسمة لتصل إلى أكثر من مليار نسمة. وفقاً لديفيد كريستال أنه منذ 2003 فإن المتحدثين غير الأصليين بالإنجليزية قد فاقوا عددًا المتحدثين الأصليين بنسبة 3 إلى 1. عند الجمع بين المتحدثين الأصليين وغير الأصليين، فإن الإنجليزية تصبح ثاني أكثر لغة منطوقة عبر العالم.
بالإضافة إلى الأشكال اللغوية الكثيرة للغة الإنجليزية، مثل الأمريكية، والبريطانية، والهندية، والكندية، والأسترالية، والأيرلندية، والنيوزيلندية والاسكتلندية والأنواع المتفرعة عن كلٍ منها، كما تنتشر الإنجليزية بين ملايين من المتحدثيين الأصليين لمجموعة من اللهجات في سكان بلدان مثل جنوب أفريقيا والفلبين وجامايكا ونيجيريا وتتراوح من لغات مولدة (كريولية) عن الإنجليزية واللغة الإنجليزية القياسية.

## البلاد الناطقة بالإنجليزية لغةً الأغلبية

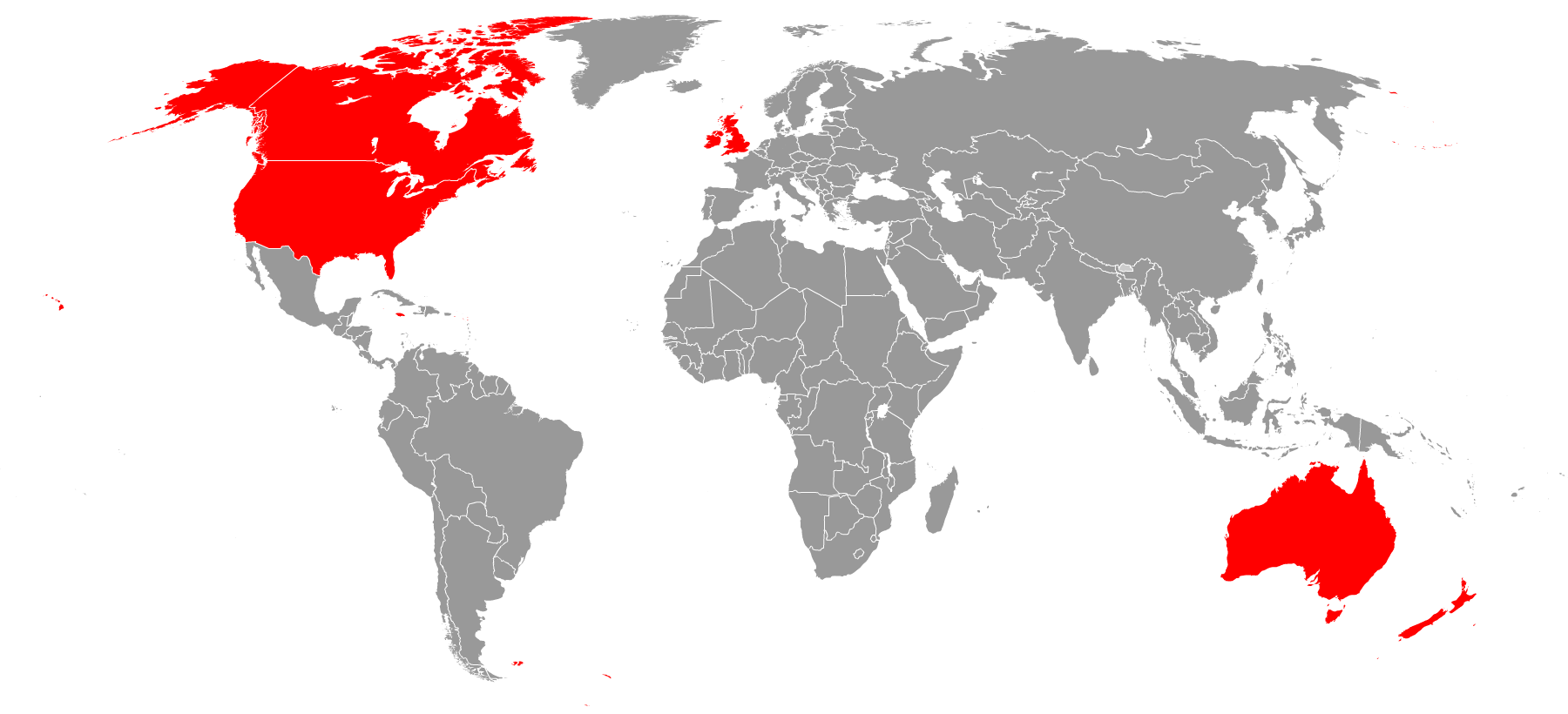
البلاد التي يتحدث أغلب سكانها الإنجليزية كلغتهم الأم.

توجد ست بلدان يشكل أغلبية سكانها متحدثين أصليين للإنجليزية ويتم الإشارة إلى هذه البلدان أحيانًا باستخدام مصطلح أنجلوسفير. من حيث عدد متحدثي الإنجليزية تلك البلاد هي: الولايات المتحدة (على الأقل 231 مليون)، المملكة المتحدة (60 مليون)، وكندا (على الأقل 20 مليون) وأستراليا (على الأقل 17 مليون) وجمهورية أيرلندا (4.2 مليون) ونيوزيلندا (3.8 مليون).

مخطط بياني يستخدم طريقة الدائرة المجزأة مظهراً النسب المئوية لمتحدثي الإنجليزية الأصليين ممن يعيشون في  بلدان "الدائرة الداخلية" الناطقة بالإنجليزية. فعلياً يفوق عدد متحدثي اللغة غير الأصليين الذي تعلموها من جميع أنحاء العالم عدد متحدثي الإنجليزية الأصليين (لم يتم احتسابهم في المخطط هذا).
اللغة الإنجليزية كذلك هي اللغة الأم في بلاد وأقاليم أنغويلا، وأنتيغوا وباربودا، والباهاماس، وباربادوس، وبليز، وبرمودا، وإقليم المحيط الهندي البريطاني، وجزر العذراء البريطانية، وجزر كايمان، ودومينيكا، وجزر فوكلاند، وجبل طارق وغرينادا، وغوام، وغيرنزي، وغيانا، وجزيرة مان، وجامايكا، وجيرزي، ومونتسرات، وجزر بيتكيرن، وسانت هيلانة وأسينشين وتريستان دا كونا، وسانت كيتس ونيفيس، وسانت فينسنت والغرينادين، وجورجيا الجنوبية وجزر ساندويتش الجنوبية، وترينداد وتوباجو، وجزر توركس وكايكوس.
مجتعات أساسية أخرى من المتحدثين الأصليين بالإنجليزية تتواجد في جنوب أفريقيا (4.8 مليون) ونيجيريا (4 مليون، 5%).

## البلاد التي تعد الإنجليزية فيها لغة رسمية
في بعض البلاد أين لا تعتبر الإنجليزية اللغة الأولى، فإنه أيضًا لغة رسمية; تشمل هذه البلاد بوتسوانا، والكاميرون (لغة رسمية مشتركة مع الفرنسية)، ولايات ميكرونيسيا المتحدة، وفيجي، وغانا، وهونج كونج، والهند، وكينيا، وكيريباتي، وليسوتو، وليبيريا، ومالطا، وجزر مارشال، وموريشيوس، ونامبيا، ونيجيريا، وباكستان، وبالاو، وبابوا غينيا الجديدة، والفلبين، ورواندا، وسانت لوسيا، وساموا، وسيشل، وسيراليون، وجزر سليمان، وسريلانكا، وصوماليلاند، والسودان، وجنوب أفريقيا، وجنوب السودان، وسوازيلاند، وتنزانيا، وأوغندا، وزامبيا، وزيمبابوي. توجد أيضًا بلاد أصبحت الإنجليزية في جزء من الدولة لغة رسمية مشتركة، مثل: إقليم أرخبيل سان أندريس في كولومبيا، وساحل البعوض في نيكاراغوة. نتج ذلك بسبب التأثير الكبير للاستعمار البريطاني في المنطقة.
تحتوي الهند على العدد الأكبر من متحدثي الإنجليزية لغة ثانية (انظر: الإنجليزية الهندية); كريستال (2004) ادعى أنه بجمع المتحدثين الأصليين وغير الأصليين، فإن الهند لديها عدد أكبر ممن يتحدثون أو يفهمون الإنجليزية أكثر من أي بلد آخر في العالم.
الإنجليزية هي واحدة من أحد عشر لغة رسمية تحظى بنفس المقام في جنوب أفريقيا. كما أنها اللغة الرسمية في الأقاليم المستقلة حاليا عن أستراليا (جزيرة نورفولك، وجزيرة عيد الميلاد، وجزيرة كوكوس) وعن الولايات المتحدة (ساموا الأمريكية، وغوام، وجزر ماريانا الشمالية، وبورتوريكو (في بورتوريكو تعد اللهجة الإنجليزية الأمريكية لغة رسمية مشتركة مع الإسبانية)، وجزر العذراء الأمريكية)، وعن المستعمرة البريطانية السابقة هونج كونج (انظر قائمة البلاد المتخذة الإنجليزية لغة رسمية لمزيد من التفاصيل).
رغم أن الحكومة الفيدرالية للولايات المتحدة ليس لها لغة رسمية، إلا أن الإنجليزية مُنحت الصفة الرسمية بواسطة حكومات 32 من الـ50 ولاية أمريكية. رغم أنه لا يتمتع بالصفة الرسمية، إلا أن اللغة الإنجليزية لغة مهمة في العديد من المستعمرات والمحميات السابقة للمملكة المتحدة مثل: البحرين، وبنجلاديش، وبروناي، وقبرص والإمارات العربية المتحدة.

## الإنجليزية لغة عالمية

الدول والأقاليم التي فيها الإنجليزية أو الإنجليزية الكريول هي اللغة الأولى لأغلبية السكان.
الدول والأقاليم التي فيها الإنجليزية لغة رسمية ،ولكن ليست لغة الأغلبية.

نظرًا للاستخدام الواسع جدًّا للغة الإنجليزية، فإنها يشار إليها كثيرًا على أنها لغة عالمية، ولغة التواصل المشترك في العصر الحديث، وفي حين أنها ليست لغة رسمية في أغلب البلاد، فإنها اللغة الأكثر تدريسا كـ لغة أجنبية. وهي، بحسب المعاهدات الدولية، اللغة الرسمية للتواصل الجوي والبحري. الإنجليزية هي واحدة من اللغات الرسمية للأمم المتحدة والعديد من المنظمات الدولية الأخرى، بما في ذلك اللجنة الأولمبية الدولية. كما أنها واحدة من لغتين رسميتين مشتركتين لرواد الفضاء (بجانب اللغة الروسية) الذين يعملون لصالح محطة الفضاء الدولية.[بحاجة لمصدر]
تُدرس اللغة الإنجليزية في معظم الأحيان في الإتحاد الأوروبي، ويصل فِهم فائدة اللغات الأجنبية بين الأوروبيين إلى 67% لصالح اللغة الإنجليزية متقدمة على الألمانية (17%) والفرنسية (16%) منذ عام 2012. ضمن البلاد غير الناطقة بالإنجليزية في الاتحاد الأوروبي، ادعت النسب التالية من السكان البالغين قدرتهم على التحدث بالإنجليزية في عام 2012: 90% في هولندا، و89% في مالطا، و86% في السويد والدنمارك، و73% في قبرص والنمسا، و70% في فنلندا، وأكثر من 50% في اليونان، وبلجيكا، ولوكسمبورج، وسلوفينيا، وألمانيا. في 2012، باستبعاد المتحدثين الأصليين، اعتبر 38% من الأوروبيين أنهم يستطيعون التحدث بالإنجليزية.
الكتب، والمجلات، والجرائد المكتوبة بالإنجليزية متوفرة في بلاد عديدة حول العالم، واللغة الإنجليزية هي اللغة الأكثر استخدامًا في العلوم حيث أشار مؤشر الاقتباس العلمي في 1997 أن 95% من مقالاته كانت مكتوبة بالإنجليزية، رغم أن نصفهم فقط أتى من مؤلفين من بلاد ناطقة بالإنجليزية.
في النشر، يسود الأدب الإنجليزي بشكل كبير بـ28% من كل الكتب المنشورة في العالم [إي.ليكليرك 2011] و30% من محتوى المواقع الإلكترونية في 2011 (50% في عام 2000).
ذلك الاستخدام المتزايد للغة الإنجليزية عالميا كان له أثر كبير على العديد من اللغات الأخرى، فأدى إلى التحول اللغوي، بل وحتى موت بعض اللغات، وإلى مطالبات بالإمبريالية اللغوية. أصبحت الإنجليزية نفسها أكثر انفتاحا للتحول اللغوي حيث تصب الاختلافات الإقليمية المتعددة في اللغة ككل.